# 净慧路
淨慧路是中國廣州市越秀區的一條東西走向的道路，位於人民北路以東，海珠北路以西。全長332米，寬15米。

## 歷史
南漢時期，廣州的今天六榕寺名為“淨慧禪寺”，寺院的範圍比今天大很多。淨慧禪寺當時西界的海珠北路淨慧街，因此得名。
1925～1928年，市政府拆一段淨慧街、西營巷建成淨慧路。

## 特色
由於鄰近光孝寺，淨慧路有較多佛教用品、素菜食肆經營。

## 道路旁著名建築
由西往東排列
- 淨慧路市場
- 光孝寺
- 淨慧小學

## 與之交匯道路
道路顺序由西往東排列
- 海珠北路
- 光孝路
- 人民北路

## 交通
地鐵
- 广州地铁1号线西門口站

均在鄰近靜慧路位置設有出口。
巴士
- 海珠北路站
- 人民北路站